# Oldenlandia subulata
Oldenlandia subulata är en måreväxtart som beskrevs av Pieter Willem Korthals. Oldenlandia subulata ingår i släktet Oldenlandia och familjen måreväxter. Inga underarter finns listade i Catalogue of Life.